# 大阪大学接合科学研究所
大阪大学 接合科学研究所（おおさかだいがく せつごうかがくけんきゅうじょ、英語: Joining and Welding Research Institute Osaka University、略称：接合研/JWRI）は、大阪大学の附置研究所で、素材の接合法を専門とし、溶接工学を基盤とした、幅広い学問領域での研究開発を行っている研究所である。
1969年設立。1996年に溶接工学研究所から改称した。2009年から共同利用・共同研究拠点に指定されている。

## 概要
1969年に大阪大学工学部附属「溶接工学研究施設」として設立。1972年に「溶接工学研究所」として大学の独立した部局となった。1996年に「接合科学研究所」と改称・改組した。
溶接工学講座は古くは国内の各地の国立大学にあったが、鉄鋼などの金属材料の講座と同様に、消えつつあり、1972年の設立から現在に至るまで国内で唯一の溶接の研究所となっている。その間、「溶接」から「接合」へと、接合の技術開発や材料の開発、接合欠陥の現象解明や防止法の開発など、接合科学というより幅の広い学問領域への転換を果たしてきている。
2008年に「接合科学研究所国際溶接技術者 (IWE) コース」を設置している。国際溶接技術者教育訓練機関 (ATB, Approved Training Body) 認定によるディプロマ資格取得は正規コースとして日本国内で唯一である。
2016年より、東北大学金属材料研究所、東京工業大学フロンティア材料研究所、名古屋大学未来材料・システム研究所、東京医科歯科大学生体材料工学研究所、早稲田大学ナノ理工学研究機構との6大学研究機構で「学際・国際的高度人材育成ライフイノベーションマテリアル創製共同研究プロジェクト」を開始している。
全国共同利用研究所となっており、2009年に共同利用・共同研究拠点（接合科学）に認定されている。

## 組織

### 研究部門
- 接合プロセス研究部門
  - エネルギー制御学分野
  - エネルギー変換機構学分野
  - 微細接合学分野
  - レーザプロセス学分野
  - 先端基礎科学分野（国内客員）
- 接合機構研究部門
  - 溶接機構学分野
  - 接合界面機構学分野
  - 複合化機構学分野
- 接合評価研究部門
  - 接合構造化解析学分野
  - 接合構造化評価学分野
  - 接合設計学分野

### 附属研究施設
- 多次元造形研究センター
  - グリーン造形学分野
  - 積層造形学分野
  - 造形機構学分野
  - レーザ造形学分野
  - 先端造形学分野

### その他
- 協働研究所
  - JFEウエルディング協働研究所
  - ダイヘン溶接・接合協働研究所
  - 日本製鉄ものづくり未来協働研究所
- 共同研究部門
  - 大阪富士工業先進機能性加工 共同研究部門
  - 高度ジョイント生産システム構築 共同研究部門
- 文部科学省特別経費プロジェクト
  - 国際・産学連携インヴァースイノベーション材料創出プロジェクト拠点 - DEJI2MA プロジェクト -
- 接合界面微細構造解析室
- グローバルD&I推進室
- 国際・産学研究拠点
  - 国際連携溶接計算科学拠点
  - 接合技術拠点
  - 青色半導体レーザー接合加工共創コンソーシアム
- 国際溶接技術者 (IWE) コース

## 荒田記念館
研究所の一角に、荒田記念館がある。荒田吉明の功績を記念して1988年（昭和63年）に建てられた。
学会やシンポジウムなどに利用される多目的ホール（100名収容可能）のほかに、荒田に関する品々を展示した常設展示室、肖像レリーフや碑文などがある。

## 沿革
- 1964年（昭和39年）：日本学術会議により、政府に国立溶接工学研究所の設立を勧告。
- 1966年（昭和41年）：政府の省議で、研究所の設立を決定。
- 1969年（昭和44年）：大阪大学工学部に溶接工学研究施設が設置。
- 1972年（昭和47年）：全国共同利用として溶接工学研究所が発足。
- 1988年（昭和63年）：荒田記念館が竣工。
- 1996年（平成08年）：接合科学研究所に改称。
- 2008年（平成20年）：「接合科学研究所国際溶接技術者 (IWE) コース」を設置。
- 2009年（平成21年）：共同利用・共同研究拠点に認定される。
- 2010年（平成22年）：「特異構造金属・無機融合高機能材料開発共同研究プロジェクト」（東北大学金属材料研究所、東京工業大学フロンティア材料研究所、当研究所、名古屋大学エコトピア科学研究所、東京医科歯科大学生体材料工学研究所、早稲田大学ナノ理工学研究機構）を開始。

## 立地等
所在地
- 大阪府茨木市美穂ヶ丘11-1

大阪大学吹田キャンパス内
アクセス
- バス
  - 「阪大本部前」停留所（阪急バス・近鉄バス）
- 鉄道
  - 「北千里駅」（阪急千里線）
  - 「阪大病院前駅」（大阪モノレール彩都線）

## 研究所長
溶接工学研究所
- 1972年：木原博
- 1974年：渡邊正紀
- 1977年：荒田吉明
- 1981年：圓城敏男
- 1983年：荒田吉明
- 1988年：岩本信也
- 1992年：上田幸雄

接合科学研究所
- 1996年：井上勝敬
- 2000年：牛尾誠夫
- 2004年：野城清
- 2009年：中田一博
- 2013年：片山聖二
- 2015年：田中学
- 2017年：南二三吉
- 2019年：田中学
- 2023年：藤井英俊

## 参照
1. 1 2  財団法人 金属系材料研究開発センター NEWS No.287 (2010.9) (PDF)
2. 1 2  溶接工学・接合科学の発展に向けて (PDF)  片山聖二 『生産と技術』第66巻 第2号（2014年）
3. ↑  「溶接の総本山・阪大の異変」 ～さらば工学部（5）：日経ビジネスオンライン